# Multitude
| Совокупная оценка    | Совокупная оценка |
| Источник             | Оценка            |
| -------------------- | ----------------- |
| Metacritic           | 85/100            |
| Оценки критиков      |                   |
| Источник             | Оценка            |
| Clash                | 9/10              |
| Evening Standard     | [ 3 ]             |
| The Line of Best Fit | 8/10              |
| NME                  | [ 5 ]             |
| Pitchfork            | 8.0/10            |

Multitude (с фр. — «Множество») — третий студийный альбом бельгийского исполнителя Stromae, выпущенный 4 марта 2022 года на его собственном лейбле Mosaert.

## Об альбоме
В декабре 2021 года был анонсирован выход нового альбома Stromae, который получил название Multitude. Пластинка стала первой масштабной работой Stromae за почти десять лет. Предыдущий альбом исполнителя Racine carrée вышел в 2013 году, а предыдущая студийная песня — «Défiler» — в 2018 году.
В октябре 2021 года Stromae выпустил первый сингл с альбома, песню «Santé». С ней он выступил на шоу «Сегодня ночью» с Джимми Фэллоном. «L’enfer» был выпущен 9 января 2022 года после того, как он исполнил его вживую во время интервью на TF1. Песня «Fils de joie» была выпущена в качестве третьего сингла 7 марта 2022 года вместе с музыкальным видео, всего через три дня после выхода альбома.
Альбом дебютировал на первом месте в чартах Бельгии, Нидерландов, Франции и Швейцарии.

## Отзывы критиков
Альбом получил положительные отзывы от музыкальных критиков. Так, на сайте-агрегаторе Metacritic он имеет среднюю оценку 85 из 100 на основе пяти рецензий.
В журнале Clash заявили, что Multitude — идеальное возвращение для такого огромного музыкального таланта, служащего не только напоминанием о его инновационных талантах, но и подчеркивающим, насколько богаче его саундскейпинг и рассказывание историй выросли за его перерыв. Али Шатлер из NME заметил, что вокал исполнителя так же гибок, как и глючные, покачивающиеся звуковые ландшафты, а весь альбом — это завораживающее прослушивание, которое постоянно удивляет. Рецензент The Quietus Джереми Аллен написал, что третий альбом Stromae, возможно, и не повторит экономический чудес второго, но это мощное дополнение к канону исполнителя и прекрасный подарок миру.

## Список композиций
| №                   | Название               | Автор(ы)                                      | Длительность |
| ------------------- | ---------------------- | --------------------------------------------- | ------------ |
| 1.                  | «Invaincu»             | Поль Ван Авер                                 | 2:05         |
| 2.                  | «Santé»                | Поль Ван Авер, Моон Уиллис, Хуанпайо Точ      | 3:11         |
| 3.                  | «La solassitude»       | Поль Ван Авер                                 | 3:02         |
| 4.                  | «Fils de joie»         | Поль Ван Авер                                 | 3:15         |
| 5.                  | «L’enfer»              | Поль Ван Авер                                 | 3:09         |
| 6.                  | «C’est que du bonheur» | Поль Ван Авер, Моон Уиллис                    | 2:42         |
| 7.                  | «Pas vraiment»         | Поль Ван Авер, Селман Фарис                   | 2:42         |
| 8.                  | «Riez»                 | Поль Ван Авер                                 | 3:21         |
| 9.                  | «Mon amour»            | Поль Ван Авер, Люк Ван Авер                   | 2:52         |
| 10.                 | «Déclaration»          | Поль Ван Авер                                 | 3:04         |
| 11.                 | «Mauvaise journée»     | Поль Ван Авер                                 | 3:07         |
| 12.                 | «Bonne journée»        | Поль Ван Авер, Люк Ван Авер, Орельян Котантен | 3:12         |
| Общая длительность: | Общая длительность:    | Общая длительность:                           | 35:42        |

## Чарты
| Чарт (2022)                       | Высшая позиция |
| --------------------------------- | -------------- |
| Австрия (Ö3 Austria)              | 2              |
| Бельгия/Валлония (Ultratop)       | 1              |
| Бельгия/Фландрия (Ultratop)       | 1              |
| Великобритания (UK Albums Chart)  | 94             |
| Венгрия (MAHASZ)                  | 27             |
| Германия (Offizielle Top 100)     | 4              |
| Дания (Hitlisten)                 | 8              |
| Ирландия (IRMA)                   | 89             |
| Исландия (Plötutíðindi)           | 33             |
| Испания (PROMUSICAE)              | 6              |
| Италия (FIMI)                     | 10             |
| Канада (Canadian Albums Chart)    | 4              |
| Литва (AGATA)                     | 32             |
| Нидерланды (Album Top 100)        | 1              |
| США (Billboard World Albums)      | 1              |
| Франция (SNEP)                    | 1              |
| Швейцария (Schweizer Hitparade)   | 1              |
| Швеция (Sverigetopplistan)        | 59             |
| Шотландия (Scottish Albums Chart) | 49             |

## Сертификации
| Регион                                                                      | Сертификация  | Продажи |
| --------------------------------------------------------------------------- | ------------- | ------- |
| Бельгия (BEA)                                                               | 3× Платиновый | 60 000  |
| Франция (SNEP)                                                              | 3× Платиновый | 300 000 |
| Данные о продажах + прослушиваниях приведены только на основе сертификации. |               |         |